# Rugby Football Club Oisterwijk Oysters

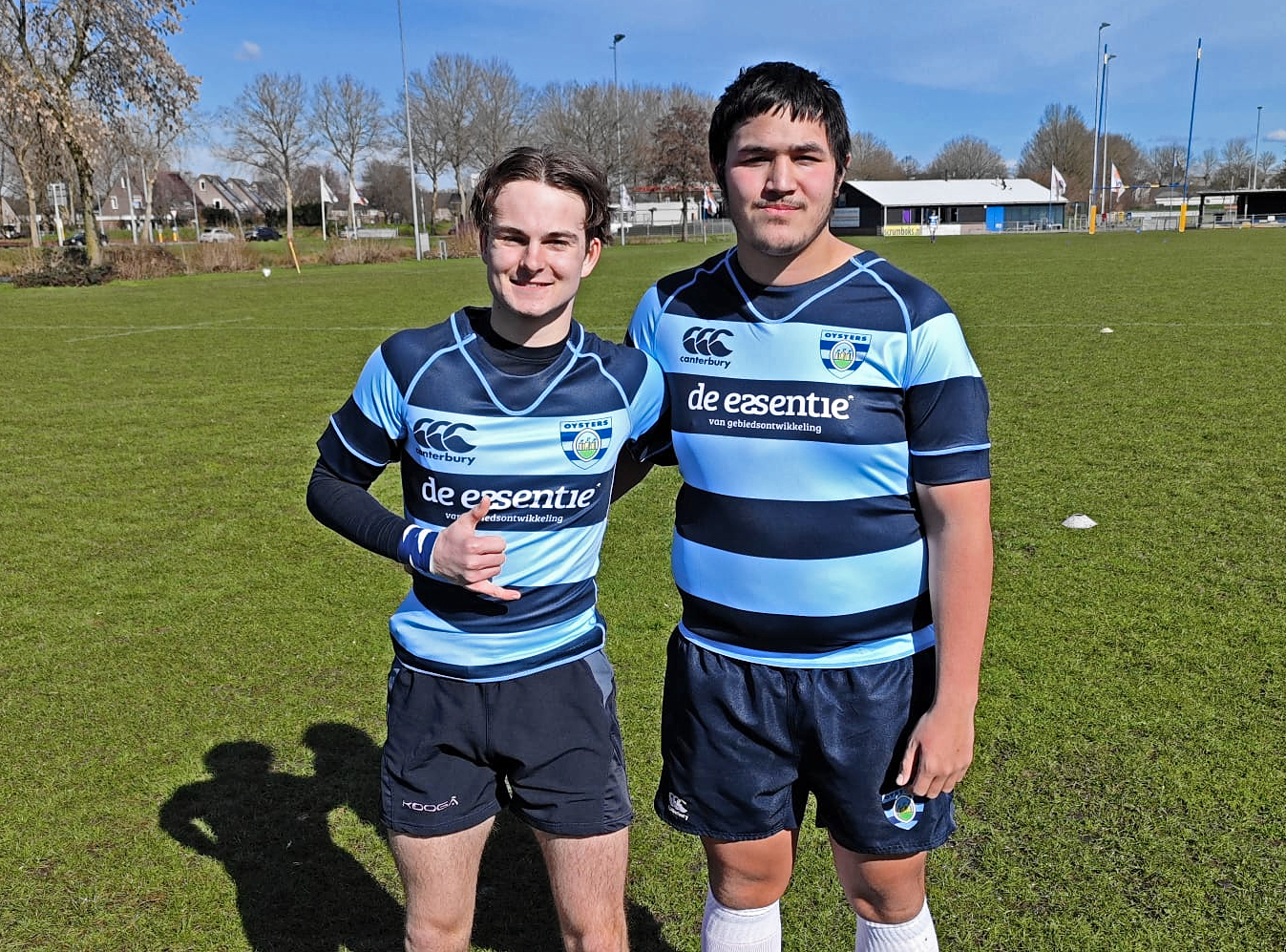
Het Oysters tenue (Navy/Sky) hier gedragen door Rein Koenen en Tycho Kuijpers (Black Brabarians)

De RFC Oisterwijk Oysters is een rugbyclub uit de Nederlandse plaats Oisterwijk. De club werd opgericht op 29 februari 1976.

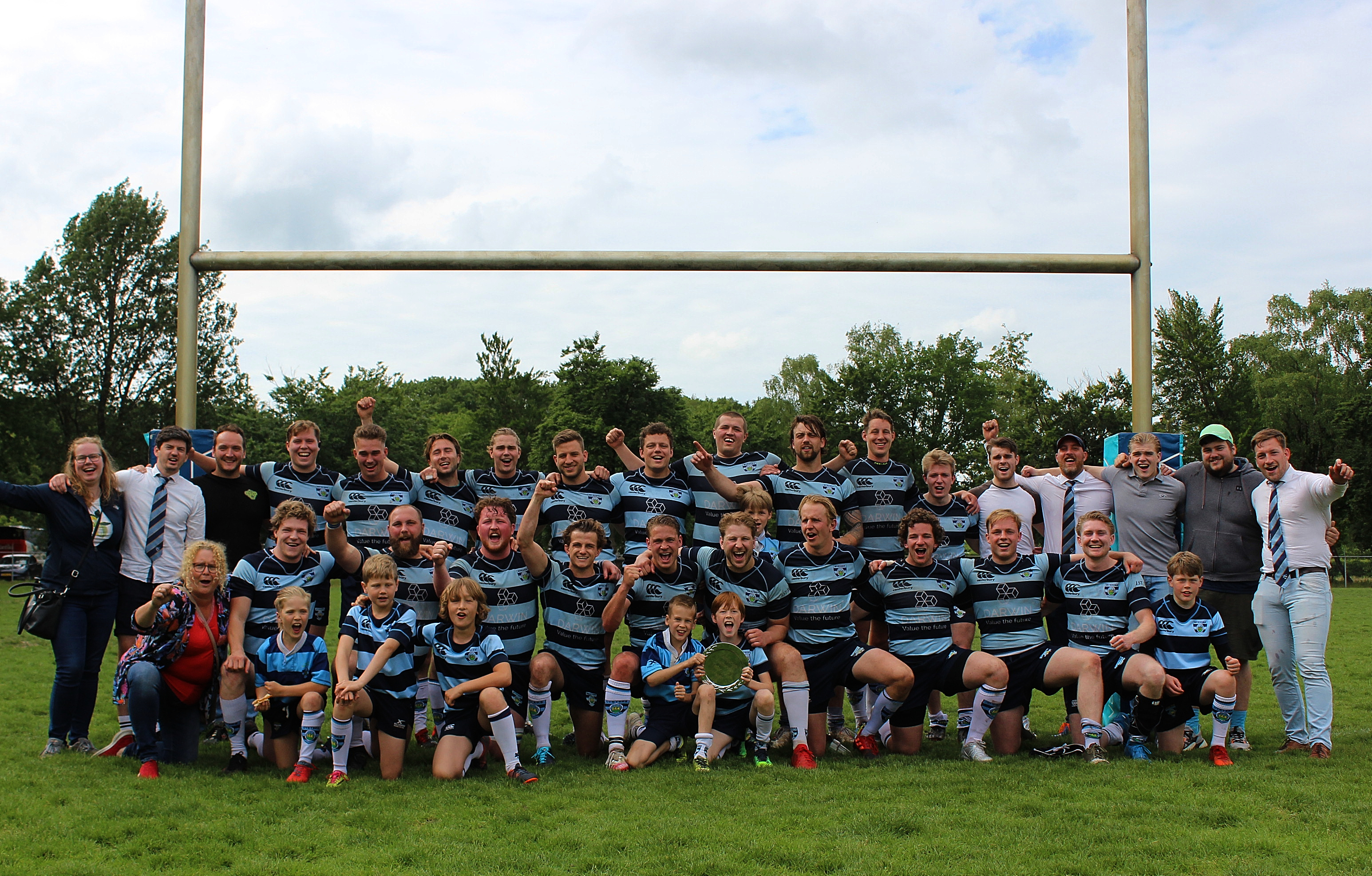
Trophy Champions 2021-2022

De Rugby Football Club Oisterwijk Oysters werd op 29 februari 1976 opgericht. De grondleggers daarvan waren Karel Bakx, Pieter Dröge en Eddy Bicker. Met ruim 400 spelende leden, een middelgrote club met een bloeiende jeugdafdeling. De jeugd is ruim vertegenwoordigd en in alle categorieën zelfvoorzienend. Binnen de club zijn tevens drie volledige seniorenteams en een recreanten / veteranenteam actief. Tevens wordt er Old Star Walking Rugby gefaciliteerd. Daarnaast is in het seizoen 2024-2025 voor het eerst sinds 25 jaar weer een Damesteam actief. Ze clusteren met teams uit Den Bosch en Uden, maar de eerste stap is gezet.
De vorm van rugby die gespeeld wordt bij de Oysters is Rugby Union.
In 2019 wist het eerste seniorenteam van RFC Oisterwijk Oysters na een afwezigheid van 10 jaar de hoogste afdeling van Nederland (de Ereklasse) weer te bereiken.
In 2022 veroverde het eerste seniorenteam ten koste van RC Hookers de Trophy Titel in de Rugby Ereklasse van Rugby Nederland.

## Seizoen 2022-2023
Aan het begin van het seizoen werd een vijfde Seniorenteam opgericht dat vooral bestaat uit voormalige eerste team spelers aangevuld met recreanten. Al snel bleek het team erg sterk en in maart 2023 werd het kampioenschap in de vierde klasse behaald. "Ut Vijfde" zoals het team wordt genoemd beraadslaagd zich nog over het verdere vervolg. 
Het eerste team van de Oysters had een wisselend seizoen. De eerste speelhelft werden nauwelijks punten gepakt. De ommekeer kwam in de wedstrijd tegen The Dukes uit Den Bosch. Met brutaal en fris spel brachten de Oysters de Rood/Gelen aan het wankelen. Daarna werd nog gewonnen van Rotterdam, Hilversum, Hoek van Holland en DIOK. De Oysters eindigden op 24 punten en verblijven daardoor ook in seizoen 2023-2024 in de Ereklasse.

## Seizoen 2023-2024
Met een nieuwe hoofdcoach, Arno Mansveld, wordt aan een nieuw seizoen begonnen. Het duurt even voordat het eerste team op stoom komt. Tegen promovendus Rotterdamse Studenten  wordt weliswaar gewonnen, maar tegen Bredase Rugby Club lopen de Oysters tegen een onverwachte nederlaag aan. Pas in speelronde nummer 7 draait het team op volle toeren. Topclub The Dukes heeft alle moeite om in Oisterwijk het hoofd boven water te houden. Blessureleed zorgt ervoor dat er zich geen grote verrassingen meer voordoen, al kan de winst tegen RFC Haarlem niet onvermeld blijven. De winning try in de allerlaatste seconden van de wedstrijd is ook te veel voor commentator Maarten Heuvelmans die nog net "die had ik niet zien aankomen", kan uitbrengen. De Oysters eindigen het seizoen op de tiende plaats.
Door personele problemen is RFC Oisterwijk Oysters genoodzaakt het derde team uit competitie te halen.   

## Seizoen 2024-2025
De technische commissie van de club is er in geslaagd een zeer ervaren coach te contracteren in de persoon van Daniel Geurs. Deze Australiër met Nederlandse Roots verdiende zijn  veren in zijn thuisland in de Sydney area en in Singapore. 
Clubman Rik van Balkom, die zijn actieve spelerscarrière in 2024 beëindigde zal als assistent trainer aan de slag gaan.      

## Bekende (oud) Internationals

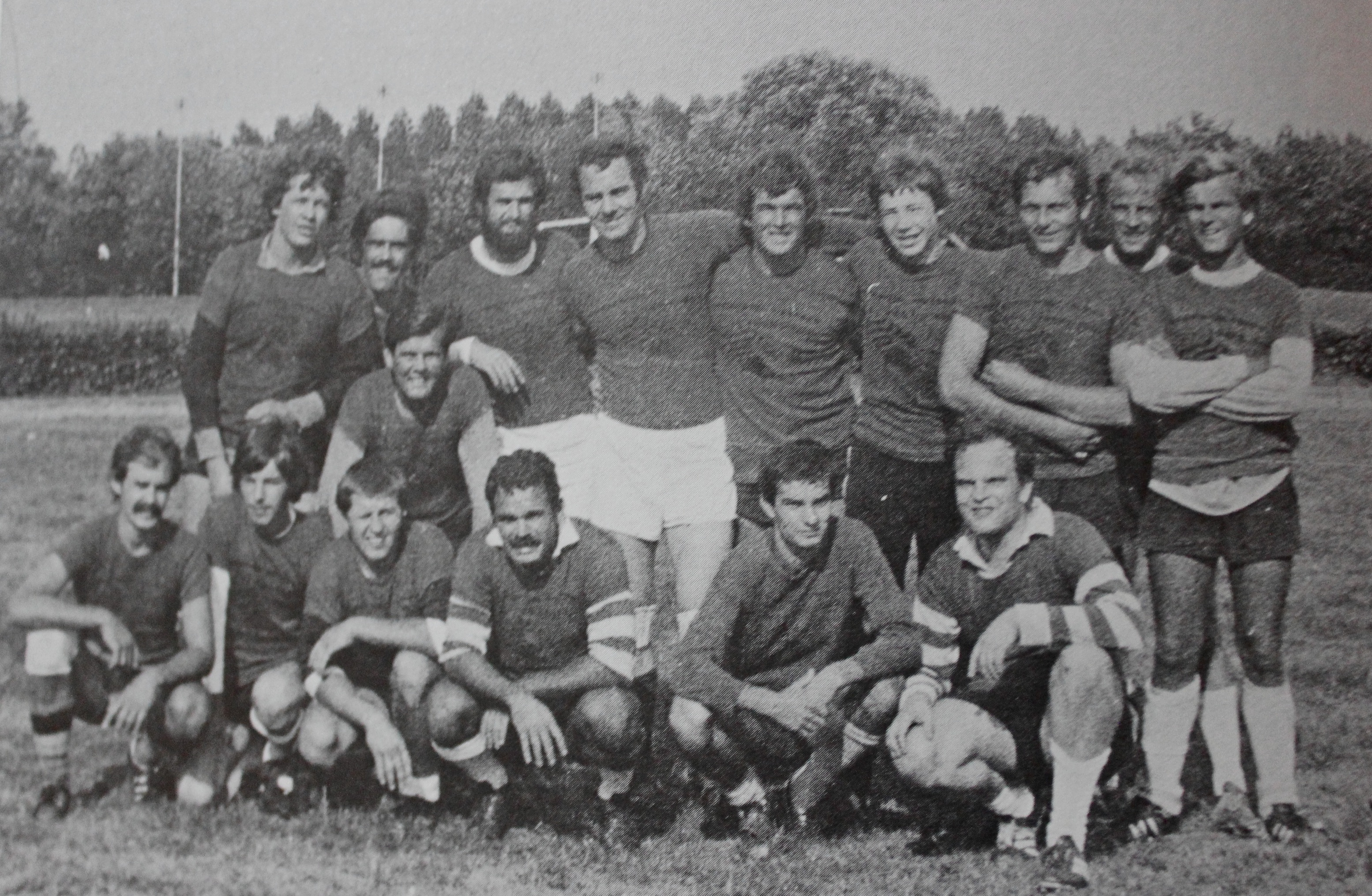
Eerste officiële wedstrijd van de Oysters

- Caro Bakker (International)
- Pijke Faas (International)
- Dirk Willems (International)
- Henrie de Ruiter (International)
- Luc Zweerts (International)
- Richard van den Broek (International)
- Rik van Balkom (International)
- Bjorn Vervoort (International)
- Diede Brekelmans (International)
- Johnny Nas (International)
- Daan van der Avoird (International)
- Bonne Wilce (International Rugby League)
- Kees Kuijpers (International Rugby League)
- Hamish Wragg (International Rugby League)
- Toon van Spaandonk (International Team Delta)

Overige beroemde Oysters staan vermeld in de Hall of Fame op de website 